# Katja Lenart
Katja Lenart (20.6.1979, Slovenj Gradec)  je novinarka, snemalka, režiserka, voditeljica. Diplomirana kulturologinja (2007, FDV), soustanoviteljica elektronskega medija Vest, kolumnistka in raziskovalka. Z mediji se ukvarja od leta 1997 (Koroški radio Slovenj Gradec, RTVSLO, RGL, Infonet ...), na nacionalni televiziji je tri sezone vodila otroško oddajo Šport Špas, na spletnem portalu Vest, kjer je bila med prvimi voditelji Vesti na Vesti.
Režirala in posnela je dva videospota (Miha Debevec s prijatelji - Libertango, Spopad harmonik - Madžarski ples), nekaj promocijskih filmov slovenskih glasbenikov (Jararaja, Mljask, Elevators) in kratkih filmov.
Bila je ena izmed 571 podpisnikov Peticije zoper cenzuro in politične pritiske na novinarje v Sloveniji.